# Каррерас, Майкл
Майкл Каррерас (англ. Michael Carreras; (21 декабря 1927 — 19 апреля 1994) — британский кинопродюсер, кинорежиссёр и сценарист, старший сын Джеймса Каррераса (основателя Hammer Film Productions Limited).

## Биография
Майкл Каррерас родился 21 декабря 1927 года в Лондоне.
Дебютировал в кино в 1943 году, будучи подростком.

## Избранная фильмография

### Продюсер
- Проклятие Франкенштейна (1957)
- Дракула (1958)
- Месть Франкенштейна (1958)
- Дыхательная трубка (1958)
- Мумия (1959)
- Собака Баскервилей (1959)
- Человек, обманувший смерть (1959)
- Душители из Бомбея (1960)
- Два лица доктора Джекила (1960)
- Ад — это город (1960)[9]
- Проклятие оборотня (1961)
- Вкус страха (1961)
- Проклятие гробницы мумии (1964)
- Кровь из гробницы мумии (1971)
- Дракула, год 1972 (1972)

### Режиссёр
- Проклятие гробницы мумии (1964)
- Кровь из гробницы мумии (1971)[10]

## Признание
В 1986 году Каррерас получил награду за карьерные достижения на Fantafestival в Риме, посвящённом научной фантастике, фэнтези и фильмам ужасов.